# مرغ‌های کریچ‌ساز کاکلی
مرغ‌های کریچ‌ساز کاکلی (نام علمی: Amblyornis) نام یک سرده از تیره مرغ کریچ‌ساز است.

## گونه‌ها
- مرغ کریچ‌ساز کاکل‌زری، Amblyornis flavifrons
- مرغ کریچ‌ساز مک‌گرگور، Amblyornis macgregoriae
- مرغ کریچ‌ساز نواری، Amblyornis subalaris
- مرغ کریچ‌ساز واگلکوپ، Amblyornis inornata